# Erinnerungsort Badehaus
Der Erinnerungsort Badehaus (Eigenschreibweise BADEHAUS) ist ein mehrfach ausgezeichnetes zeitgeschichtliches Museum am Kolpingplatz in Waldram, einem Stadtteil von Wolfratshausen, etwa 30 km südlich von München. Es dokumentiert die Geschichte der Siedlung seit ihrer Gründung 1939. Das Museum ist ein außerschulischer Lernort und eine Begegnungsstätte für unterschiedliche Generationen, Nationen und Religionen. Besitzer und Betreiber ist der Verein Bürger fürs Badehaus Waldram-Föhrenwald e. V., der das Gebäude vor dem Abriss rettete, sanierte und als Museum konzipierte. Das Museum wird ehrenamtlich betrieben. 2022 wurde das Museum mit dem Obermayer-Award für herausragendes Engagement zur Bewahrung jüdischer Geschichte und zur Bekämpfung von Vorurteilen in der heutigen Zeit ausgezeichnet.

## Geschichte des Gebäudes
Das Gebäude wurde 1939 als Sanitäranlage für die männlichen Bewohner des Lagers Föhrenwald erbaut, weil es in den einfachen Häusern der Fabrikarbeiter der nahe gelegenen Munitionsfabriken keine Badewannen oder Duschen gab. Nach dem Zweiten Weltkrieg, als das Lager Föhrenwald für Displaced Persons genutzt wurde, war es das zentrale Sanitärgebäude für alle Bewohner. Es wurde an unterschiedlichen Tagen von Frauen und Männern genutzt. Weil das Lager ab Oktober 1945 auf Beschluss der amerikanischen Militärverwaltung ausschließlich von jüdischen Überlebenden des NS-Regimes bewohnt wurde, richtete man auf Anregung des Rabbiners Jekusiel Jehuda Halberstam im Keller des Gebäudes zusätzlich eine Mikwe, ein jüdisches Ritualbad, ein. Spätestens Anfang März 1946 ist sie dokumentiert.

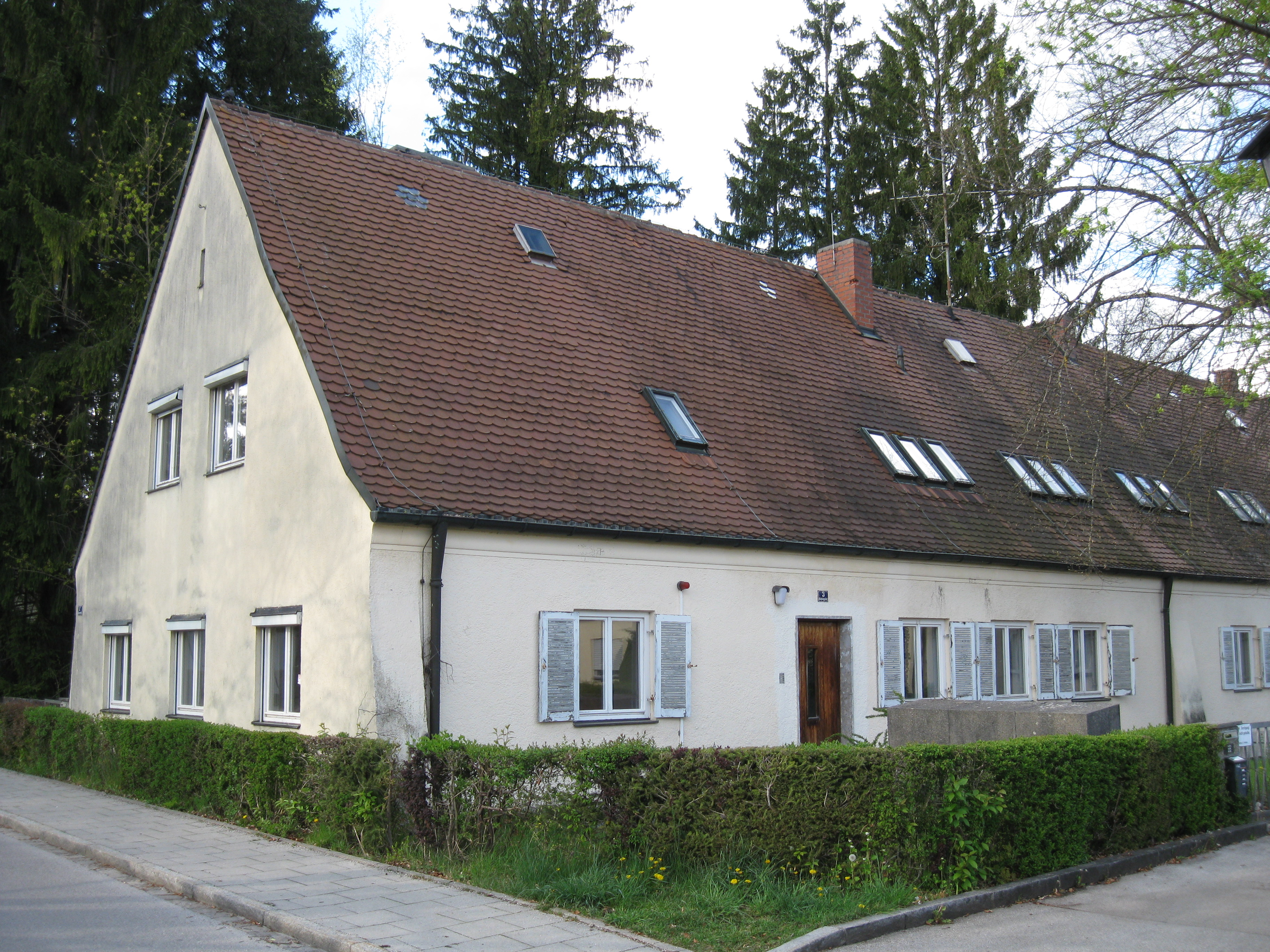
Badehaus des ehemaligen Lagers Föhrenwald vor dem Umbau zum Museum

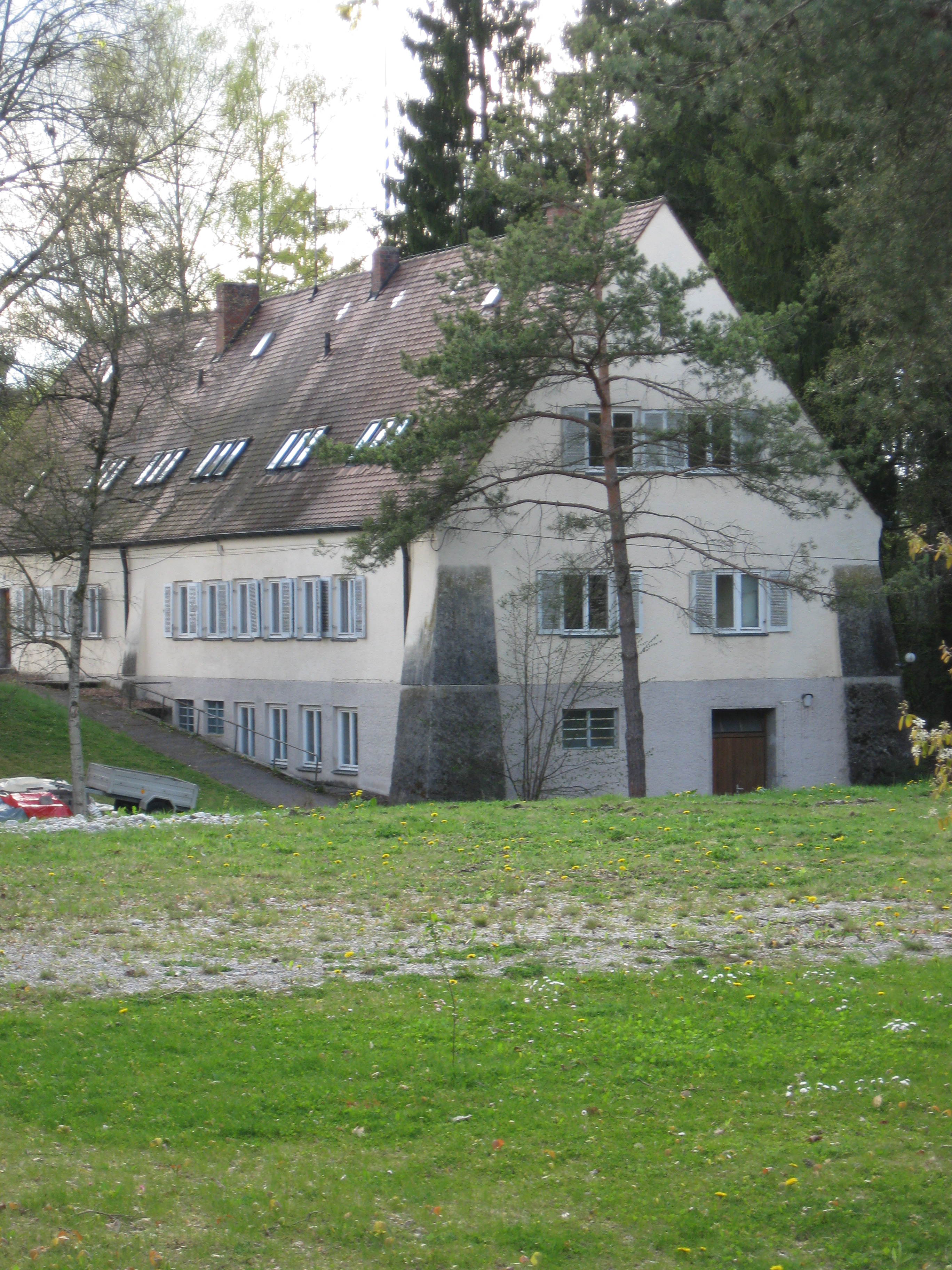
Badehaus des ehemaligen Lagers Föhrenwald vor dem Umbau zum Museum, Hangseite

Als das katholische Gemeinnützige Siedlungswerk 1955 das gesamte Gelände übernahm und nach und nach alle Häuser renovieren und mit Badezimmern ausstatten ließ, verlor das Badehaus seine Funktion als Sanitärgebäude. Die neuen Eigentümer beseitigten das Mikwe-Becken und installierten im Keller eine neue Heizungsanlage. Mit der Übernahme des gesamten Areals mussten die jüdischen Displaced Persons das Lager nach und nach räumen, die Siedlung wurde in Waldram umbenannt.
Durch Umbauten im Jahr 1963 entstanden im Gebäude Wohnungen für Lehrer im Erdgeschoss und Zimmer im Dachgeschoss für Schüler des Spätberufenenseminars St. Matthias, das im September 1957 in unmittelbarer Nachbarschaft der ehemaligen Sanitäranlage eingerichtet worden war. Damals nannten die Mitglieder des Spätberufenenseminars das Gebäude Badebau. Die Bezeichnung ging im Laufe der Zeit in Waldram in den allgemeinen Sprachgebrauch über.
2011 zogen die letzten Bewohner aus dem Gebäude aus. Die Erzbischöfliche Finanzkammer plante den Abriss des Gebäudes und die Errichtung von Mehrfamilienhäusern auf dem Areal. Dagegen setzte sich eine Bürgerinitiative zur Wehr, die den ortsbildprägenden Charakter des Kolpingplatzes bedroht sah.
Im September 2012 wurde der Verein Bürger fürs Badehaus Waldram-Föhrenwald e. V. unter dem Vorsitz der Historikerin und Journalistin Sybille Krafft gegründet. Mitglieder des Historischen Vereins Wolfratshausen e. V. und der Siedlungsgemeinschaft Waldram e. V. taten sich zusammen, um das historische Gebäude vor dem Abriss zu retten und dort eine Begegnungs- und Dokumentationsstätte aufzubauen. Zeugnisse der Waldramer und Föhrenwalder Geschichte wurden gesammelt, um sie in einer multimedialen Präsentation der Öffentlichkeit zugänglich zu machen. Prominente Unterstützung erhielt das Projekt von Max Mannheimer (1920–2016), der als Überlebender des Holocausts eine besondere Beziehung zu Föhrenwald hatte. Er hatte sich in der Nachkriegszeit unter anderem im Lager Föhrenwald um jüdische Displaced Persons gekümmert, die durch ihre Erlebnisse während der Zeit des Dritten Reiches traumatisiert waren. 2012 wurde er das erste Mitglied des Vereins.

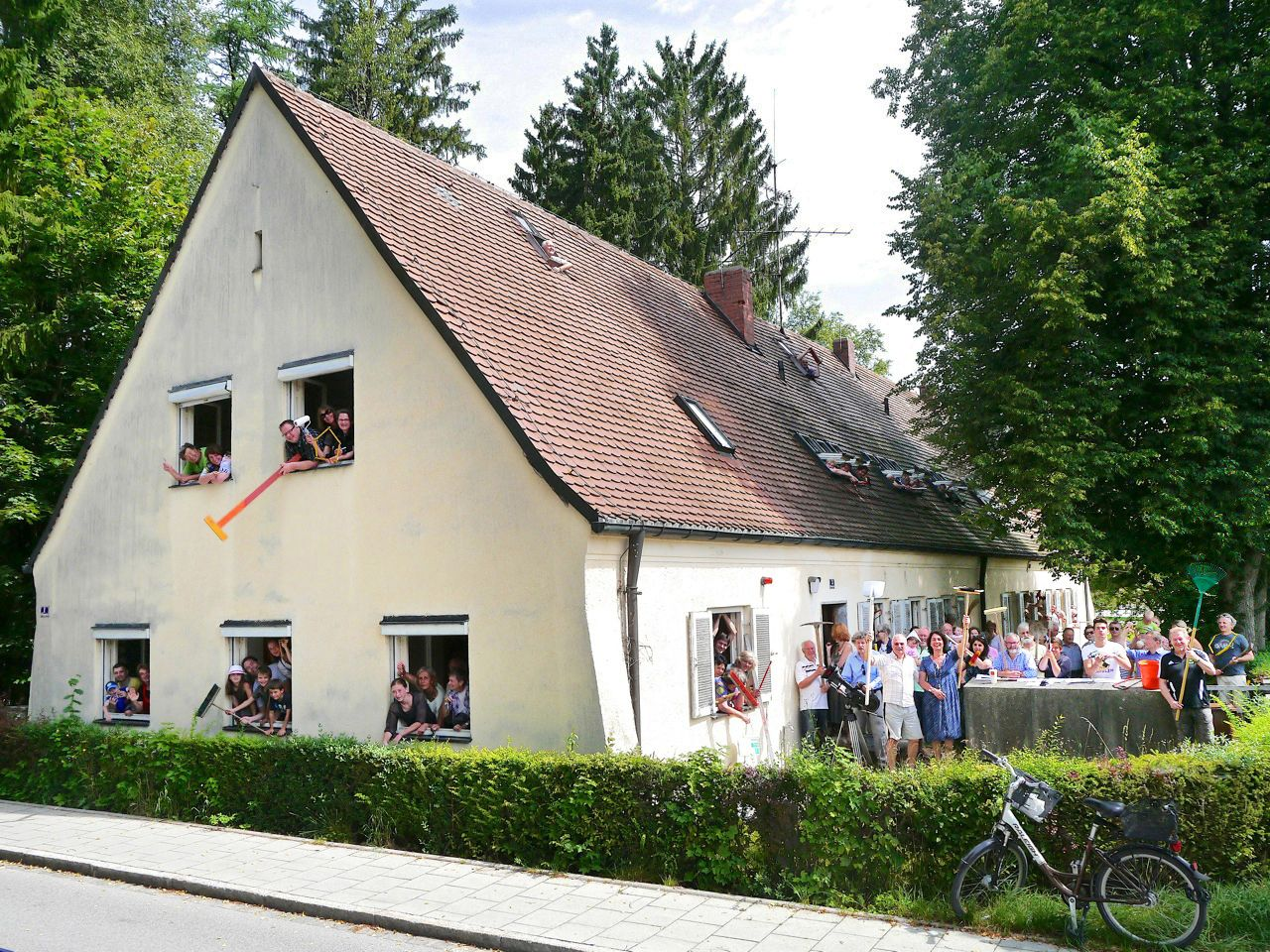

2015 übereignete die Seminarstiftung St. Matthias dem Verein das Gebäude mit der Auflage, darin einen Gedenkort zu errichten. Daraufhin gestaltete der Verein das Haus um. In mehr als 20.000 ehrenamtlichen Arbeitsstunden wurde mit professioneller Hilfe sowie mit finanzieller Unterstützung der Kommune Wolfratshausen, des Landkreises Bad-Tölz-Wolfratshausen, des Freistaats Bayern und der Europäischen Union das Gebäude saniert und als Museum gestaltet.
Am 21. Oktober 2018 wurde der Erinnerungsort Badehaus als Museum eröffnet. Es entwickelte sich zu einem Ort gegen das Vergessen, den Einheimische, Gäste aus aller Welt, Zeitzeugen und deren Nachkommen besuchen. Anfang 2025 hatten bereits über 22.000 Menschen den Ort besucht.

## Museumskonzept
Die Konzeption der Gedenkstätte fußt auf mehreren Säulen. Sie wird durch ein wissenschaftlich und pädagogisch geschultes Team multimedial umgesetzt.
- Museum mit Dauerausstellung
- Führungen für Einzelpersonen und Gruppen durch das Museum, durch den Ort und zu den Resten der Munitionsfabriken im ehemaligen Wolfratshauser Forst
- Museums-App mit Audioguides und Außenführungen
- Veranstaltungsreihe Begegnungen im Badehaus
- Veranstaltungsreihe Künstlerische Interventionen
- Sonderausstellungen
- Zeitzeugeninterviews
- Wanderausstellungen, die ausgeliehen werden können
- Sonderprojekte

### Raumaufteilung des Gebäudes
Das Museum präsentiert auf 900 m² verteilt über drei Stockwerke Dokumente, Fotos, Filme und Exponate sowie Zeitzeugeninterviews. Ein Zeitstrahl im Treppenhaus setzt über alle drei Stockwerke hinweg die regionale Geschichte in den deutschen bzw. internationalen Kontext.

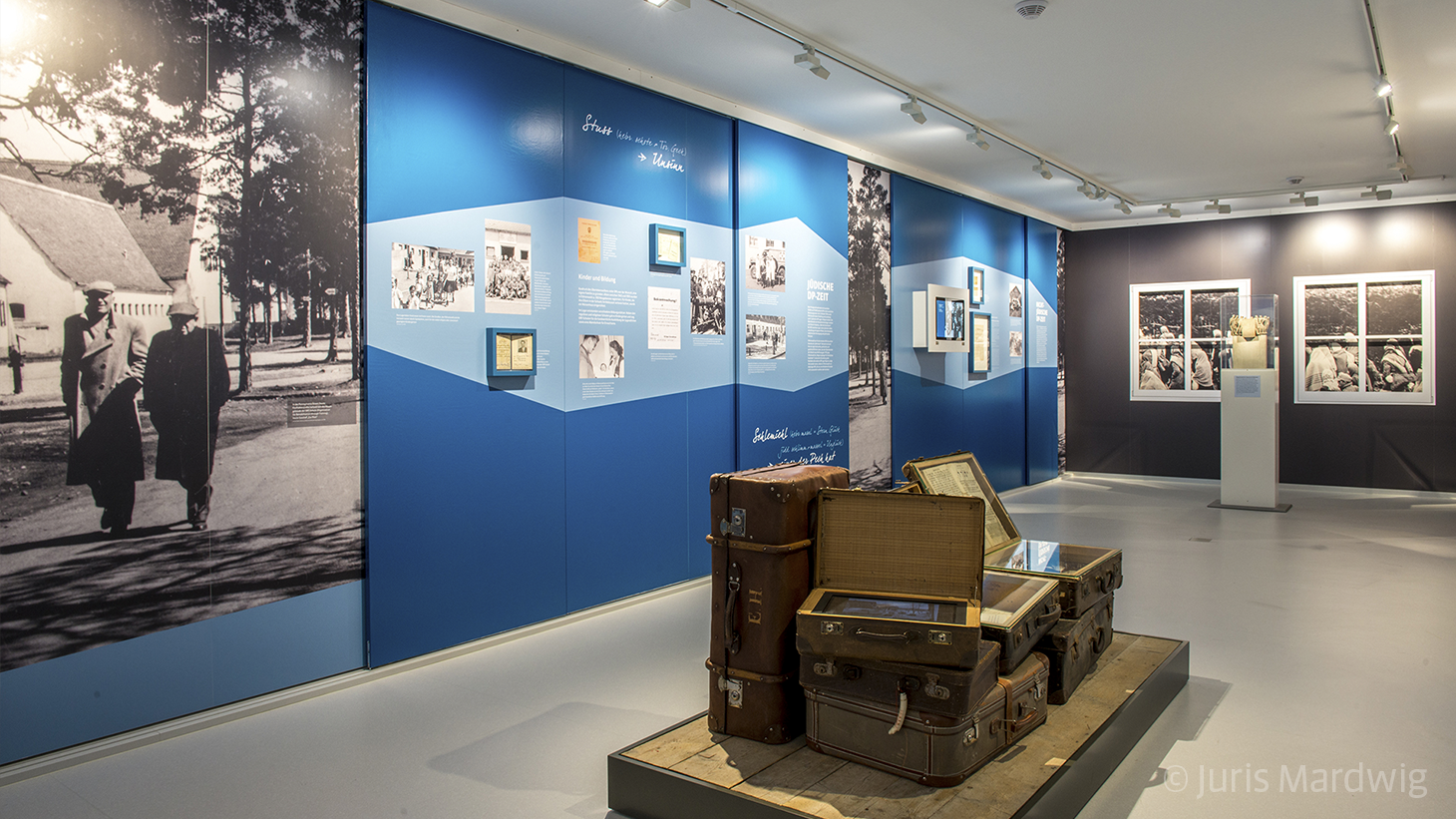
Erinnerungsort Badehaus Geschichte der Displaced Persons

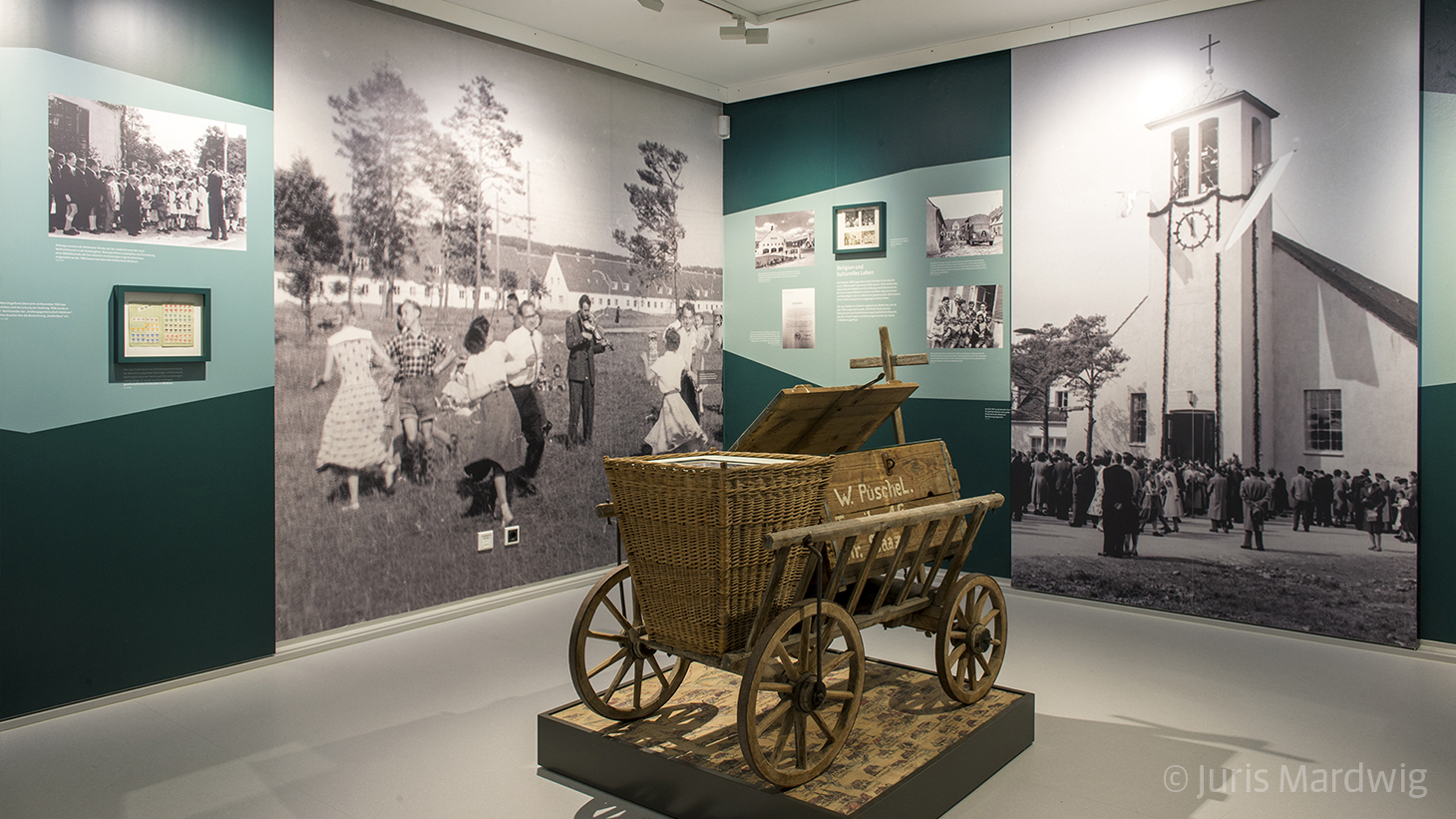
Erinnerungsort Badehaus: Geschichte der Heimatvertriebenen und Flüchtlinge

#### Erdgeschoss
In einer multimedialen Dauerausstellung wird die Orts- und Migrationsgeschichte mit europäischen Dimensionen in der Zeit des Nationalsozialismus und der Nachkriegszeit in Deutschland nach 1945 dargestellt. Die einzelnen Phasen werden ortsübergreifend, dabei am Beispiel der lokalen Geschichte von Föhrenwald und Waldram beleuchtet: der Beginn 1939 als NS-Mustersiedlung für Rüstungsarbeiter; die Zwischennutzung für Überlebende des Todesmarsches von KZ-Häftlingen 1945; die Umnutzung zum jüdischen DP-Lager Mitte 1945; die erneute Umnutzung 1956 zur Siedlung von Flüchtlingen und Heimatvertriebenen aus den osteuropäischen Gebieten und schließlich die Entwicklung zum Wohnviertel Waldram der Gegenwart.

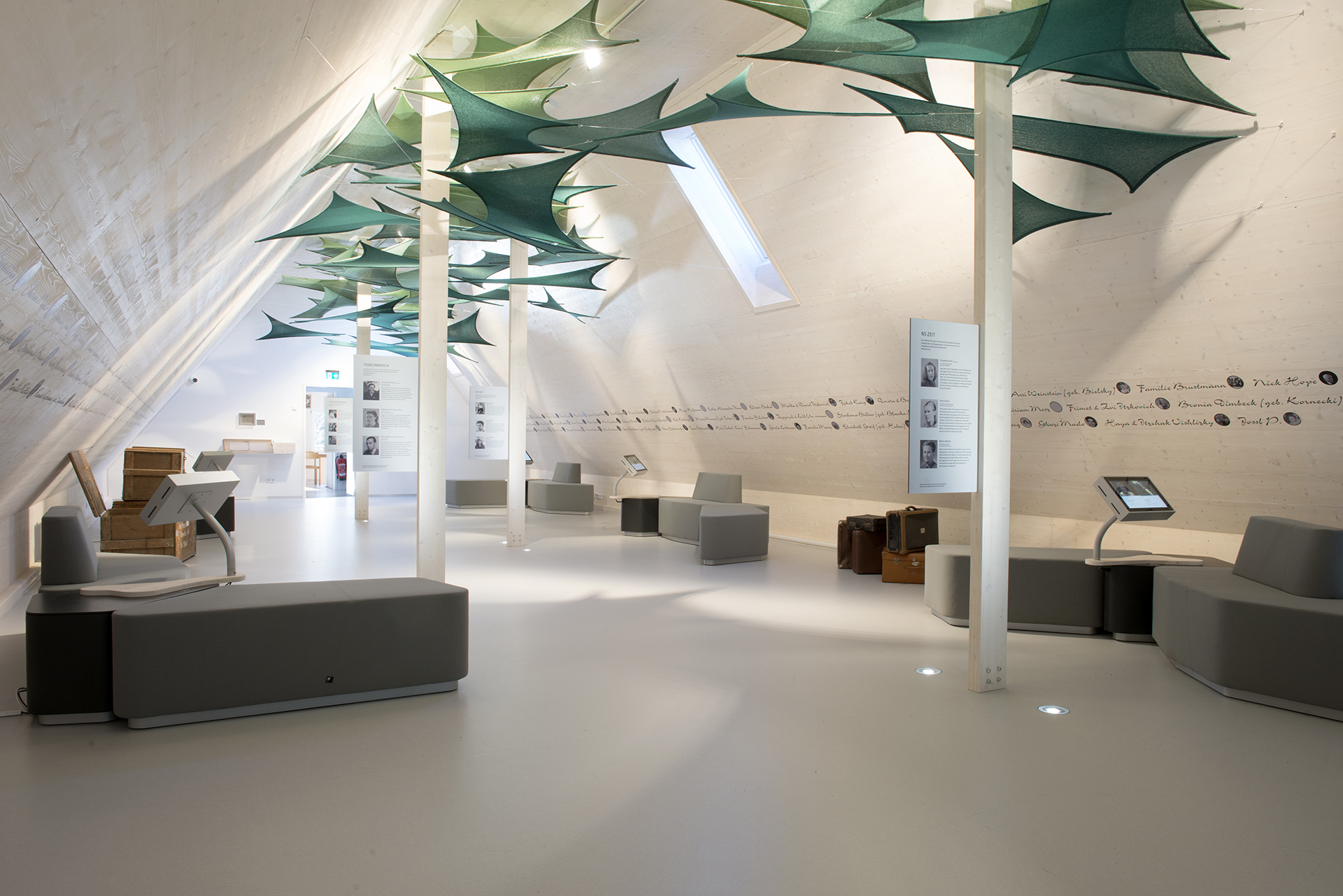
Dachgeschoss im Erinnerungsort Badehaus: Wald der Erinnerungen

#### Dachgeschoss
Im Dachgeschoss vermittelt die Inszenierung Wald der Erinnerungen Einblicke in Einzelschicksale der Zeitzeugen des Lagers Föhrenwald und aus Waldram. Die verschiedenen Stationen sind als stilisierte Bäume gestaltet, an denen die Lebenswege von deutschen Dienstverpflichteten, Zwangsarbeitern, Todesmarsch-Überlebenden, jüdischen und nicht-jüdischen Displaced Persons, Heimatvertriebenen und heutigen Migranten mit unterschiedlichen Medien dargestellt werden. Die Bäume wurden als Symbol gewählt, weil Föhren den Ort prägten und Bäume als Archetypen des Lebens eine große Bedeutung in allen Religionen haben. An den Wänden sind Namen und Fotografien von Zeitzeugen zu sehen. Viele dieser Personen wurden interviewt und so dem Museumsbesucher Einblicke in deren Lebenswege ermöglicht.

#### Gartengeschoss
Wegen der Hanglage des Gebäudes hat auch das Untergeschoss einen Ausgang ins Freie und wird deswegen von den Initiatoren des Museums als Gartengeschoss bezeichnet.
Im Gartengeschoss wird das religiöse Leben im Lager Föhrenwald dokumentiert und ein Film über die Mikwe gezeigt, die während der Nachkriegszeit im Keller eingerichtet war und als rituelles Bad von den jüdischen Lagerbewohnern genutzt wurde.
In dieser Etage befindet sich auch das mehrfach ausgezeichnete Hörstück Föhrenwald von Michaela Melián. Zeichnungen der Künstlerin erweitern es zur multimedialen Installation. Die im dunklen Raum schwebenden Bilder überblenden einander und imaginieren kombiniert mit Musik, Texten sowie Zitaten einen Spaziergang durch den Ort.
Außerdem befindet sich im Gartengeschoss ein Raum für Sonderausstellungen, der unter anderem von der örtlichen Volkshochschule genutzt wird.

#### Außenraum
Im jederzeit zugänglichen Außenbereich des Museums ist die Fotodokumentation Kinderwelten in Föhrenwald und Waldram zu sehen. Grundlage ist die Ausstellung Die Kinder vom Lager Föhrenwald, die von Kirsten Jörgensen (†) und Sybille Krafft konzipiert wurde. Die Dokumentation im Außenbereich erzählt mit historischen Bilddokumenten aus Privatbesitz und aus internationalen Archiven vom Leben der jüdischen Kinder im DP-Lager Föhrenwald. Kontrastiert werden diese Fotos mit formal ähnlichen Bildern von katholischen Kindern in Waldram, um Unterschiede und Gemeinsamkeiten zu thematisieren.

### Führungen
Durch das Museum finden regelmäßig Führungen statt, Sonderführungen können nach Wunsch vereinbart werden. Auch Rundgänge durch die Siedlung und zu den Resten der Munitionsfabriken im ehemaligen Wolfratshauser Forst (heute zum Stadtgebiet Geretsried gehörig) sind nach Vereinbarung möglich. 

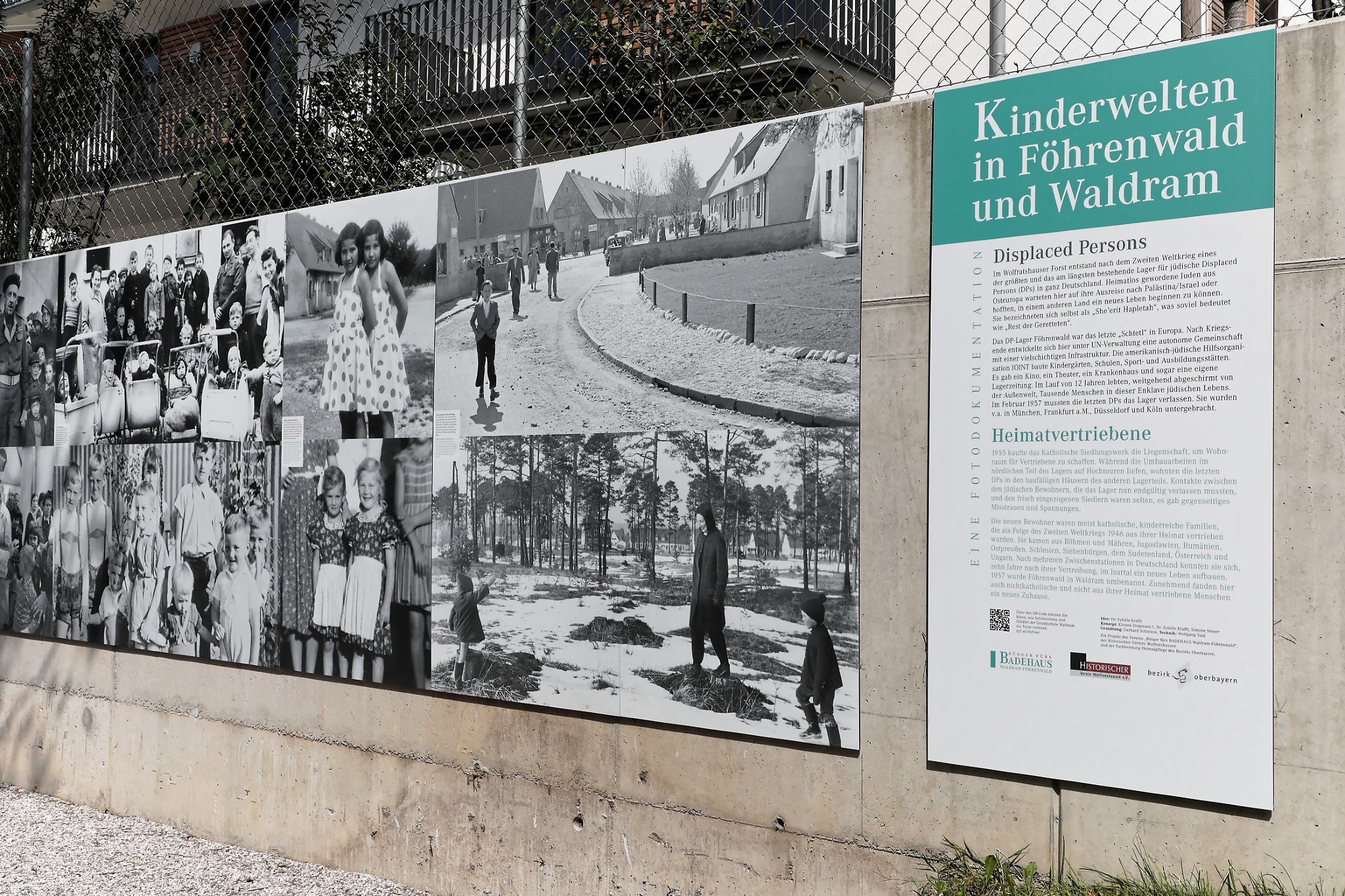
Ausstellung im Außenraum: „Kinderwelten in Föhrenwald und Waldram“

Mit Hilfe einer App wird ein Audioguide – wahlweise für Erwachsene oder Jugendliche – angeboten, der durch die Dauerausstellung führt, eine Außentour ermöglicht einen Rundgang mit Informationen durch die Ortsgeschichte.

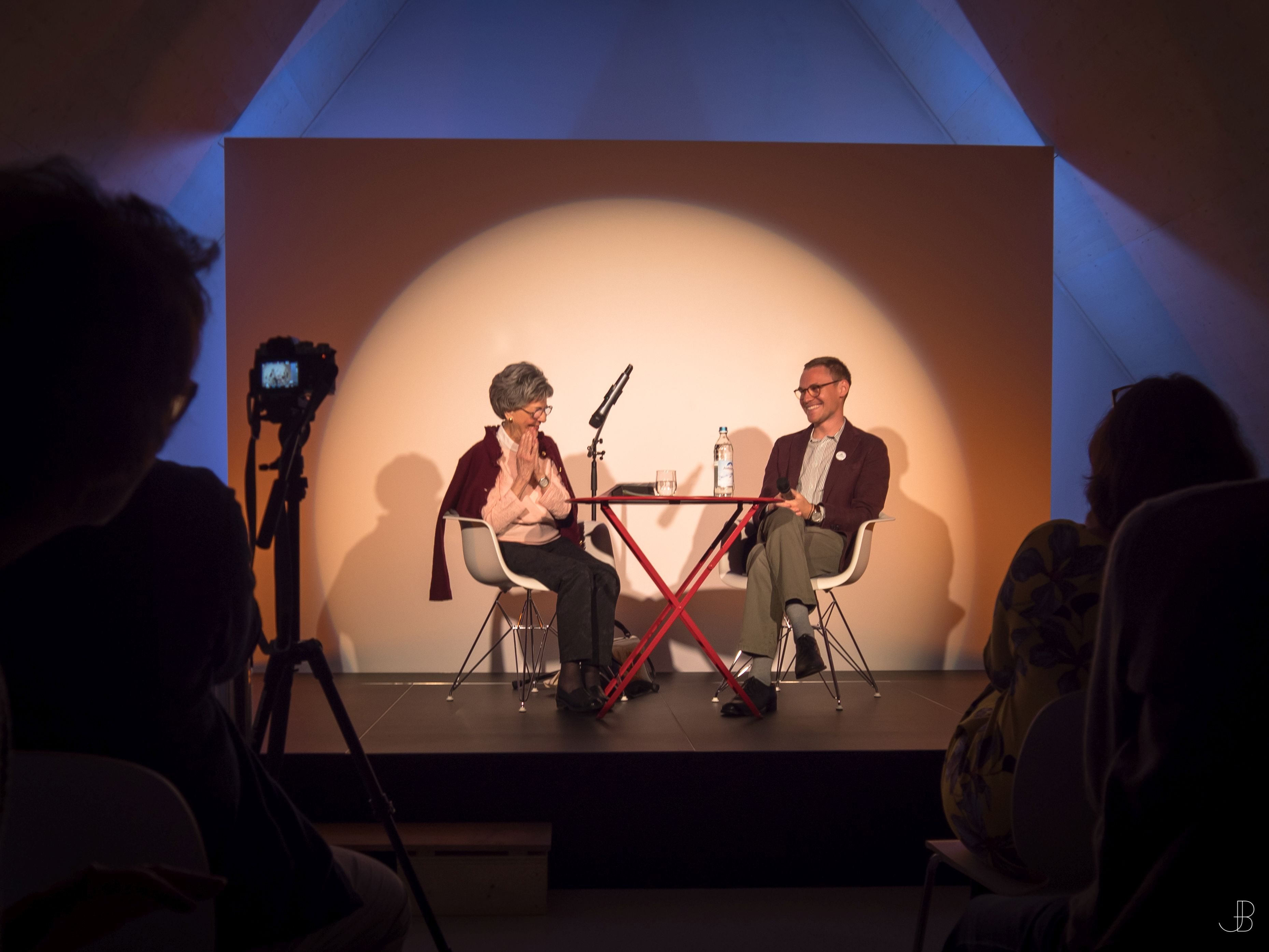
Veranstaltungsreihe „Begegnungen im Badehaus“: Autorenlesung mit Dagmar Nick, September 2019

### Veranstaltungsreihe Begegnungen im Badehaus
In dieser Reihe werden regelmäßig Veranstaltungen wie z. B. Vorträge, Filme, Lesungen, Konzerte, Zeitzeugengespräche oder Vernissagen organisiert.
Begonnen wurde diese Reihe am 20. Oktober 2019 zum ersten Jubiläum der Eröffnung des Museums mit der Autorenlesung Es gibt noch Sterne über den Ruinen von der Nachkriegslyrikerin und Zeitzeugin mit jüdischen Wurzeln Dagmar Nick.
Die Begegnungen im Badehaus finden in der Regel einmal pro Monat statt.

### Veranstaltungsreihe Künstlerische Interventionen
In dieser Veranstaltungsreihe wird jährlich ein Künstler vom Museumsteam eingeladen, der am oder im Erinnerungsort Badehaus eine künstlerische Intervention gestalten kann. Diese Reihe wird seit 2021 jährlich durchgeführt.
- November 2021 mit Herbert Nauderer
- November 2022 mit Michael von Brentano
- November 2023 mit Max Schmelcher
- Mai 2024 mit Susanne Hanus
- Dezember 2024 mit Matthias Wohlgenannt

### Sonderausstellungen
- Oktober 2018 bis Februar 2019: Jüdische Architekten der Moderne und ihr Wirken in der Welt

2019 feierte das Bauhaus seinen 100. Geburtstag. Im Vorfeld des Jubiläums zeigte das Museum Bilder von Bauten jüdischer Architekten, die im Sinne der architektonischen Moderne gearbeitet haben. Die Ausstellung mit Fotografien von Jean Molitor nach einem Konzept von Kaija Voss und Sybille Krafft fand im Rahmen der deutschlandweiten Feierlichkeiten zum Bauhausjubiläum statt und war zugleich die erste Sonderausstellung im neu eröffneten Erinnerungsort Badehaus.
- April bis Juni 2019: Wasser

In Kooperation mit dem Bund Naturschutz präsentierte das Museum Fotos der in Wolfratshausen lebenden Autorin und Künstlerin Antje Bultmann, die dazu inspirieren, das Element Wasser neu wahrzunehmen.
- Juli bis September 2019: Mitgenommen – Heimat in Dingen

Diese Ausstellung des Hauses des Deutschen Ostens über Flucht, Vertreibung und Deportation der Deutschen aus dem östlichen Europa wurde im Erinnerungsort Badehaus ergänzt um Geschichten zum Fluchtgepäck von Familien, die nach ihrer Flucht und Vertreibung im heutigen Waldram ansässig wurden.
- Dezember 2019 bis September 2020: Von ganz unten – die letzten Dinge

Die Ausstellung basiert auf Fotos, die Gegenstände von Geflüchteten zeigen, die auf ihrem Weg über das Mittelmeer ertrunken sind. Diese Hinterlassenschaften wurden im Wrack eines 2015 gesunkenen Bootes gefunden und vom italienischen Fotografen Mattia Balsamini für die Forensik in Mailand fotografiert. Das Team des Erinnerungsorts Badehaus hat daraus eine Ausstellung konzipiert. Die Fotodokumentation ist auch als Wanderausstellung buchbar.
- Oktober 2020 bis November 2021: LebensBilder

In Föhrenwald sammelte sich nach Kriegsende der „Rest der Geretteten“, die Überlebenden der Schoah. Die Ausstellung zeigt in 32 Porträts Menschen, die nach dem Krieg im oberbayerischen Isartal vorübergehend eine Bleibe fanden und heute in Deutschland, Israel und USA leben. Die Porträts der Geretsrieder Fotografin Justine Bittner entstanden im Zeitraum von 2018 bis 2020 im Erinnerungsort Badehaus und am jetzigen Lebensort der interviewten Zeitzeugen. Diese Fotodokumentation ist auch als Wanderausstellung buchbar.
- Januar 2021 bis Mai 2021: Never forget - never again: Mahnblumen – eine Kunstinstallation

Der Aktionskünstler Walter Kuhn hatte 2018 auf dem Münchner Königsplatz ein Feld mit 3000 Mohnblumen als Mahnmal für den Frieden geschaffen. Diese Kunstinstallation wurde an mehreren Orten gezeigt, im Frühjahr 2021 mit 170 Mahnblumen auch am Erinnerungsort Badehaus. Sie war im Außenbereich des Museums frei zugänglich. Der Zeitraum der Ausstellung wurde bewusst vom internationalen Gedenktag für die Opfer des Holocaust (27. Januar) bis zum Datum des Kriegsendes (8. Mai) gewählt.
- Dezember 2021 bis Juli 2022: Die Macht der Gefühle
Diese Wanderausstellung der Historikerin Ute Frevert und ihrer Tochter Bettina Frevert wirft einen emotionsgeschichtlichen Blick auf die vergangenen 100 Jahre deutscher Geschichte. Sie nimmt heutige Erscheinungsformen von 20 Emotionen zum Ausgangspunkt, um Kontinuitäten und Brüche in den Gefühlswelten zu verdeutlichen, die die vergangenen 100 Jahre prägten und deren Intensität heute Politik und Gesellschaft herausfordert.[41]
- Juli bis Oktober 2022: Weiße Rose

Über den Widerstand von Studenten gegen Hitler in München 1942/43. Eine Wanderausstellung der Weiße Rose Stiftung e. V.
- November 2022 bis April 2023: Kann Spuren von Heimat enthalten

Eine Ausstellung über Essen und Trinken, Identität und Integration der Deutschen des östlichen Europa des Haus des Deutschen Ostens.
- Juli 2023 bis März 2024: Galerie der Aufrechten

Eine Ausstellung künstlerisch gestalteter Porträts von Männern und Frauen des Widerstands gegen das NS-Regime des Studentenwerk Weiße Rose e. V.
- März bis September 2024: "Wir lebten in einer Oase des Friedens..."

Die Ausstellung erzählt die Geschichte der jüdischen Mädchenschule, die von 1926 bis 1938 in Wolfratshausen bestand.
Das Museumsteam versucht, jedes Jahr eine neue Sonderausstellung zu realisieren.

### Wanderausstellungen
Es wurden von den Museumsverantwortlichen Wanderausstellungen konzipiert, die ausgeliehen werden können::
- Seit 2012 ist die Wanderausstellung Die Kinder vom Lager Föhrenwald buchbar. Sie zeigt das Leben der jüdischen Kinder in diesem Lager für Displaced Persons.[8][33] Die Ausstellung von Kirsten Jörgensen (†) und Sybille Krafft enthält Fotografien aus Privatbesitz und aus internationalen Archiven. Die historischen Bilddokumente geben einen Einblick in die Geschichte einer lange vergessenen jüdischen Nachkriegskindheit in Bayern.
- Seit September 2020 gibt es die Wanderausstellung Von ganz unten: Die letzten Dinge. Sie beinhaltet die Exponate aus der gleichnamigen Sonderausstellung (siehe Sonderausstellungen).
- Seit 2020 ist die Wanderausstellung Die Kinder von Föhrenwald und Waldram verfügbar. In deutscher und englischer Sprache ergänzt sie mit Fotos von Kindern der seit 1956 ins Viertel neu zugezogenen Familien die Bilder der Wanderausstellung Die Kinder vom Lager Föhrenwald.
- Seit 2024 kann die englischsprachige Ausstellung Sh'erit Ha-Pletah – The Surviving Remnant ausgeliehen werden. Sie informiert umfassend über das jüdische Displaced-Persons Lager Föhrenwald.

### Zeitzeugeninterviews
Sybille Krafft und ihr Team führte lebensgeschichtliche Interviews mit mehr als 90 Zeitzeugen vom Lager Föhrenwald und aus Waldram, die filmisch festgehalten wurden. Sie sind im Museum an Medienstationen zu hören und zu sehen.
Zusätzlich führte Sybille Krafft im Auftrag des Bayerischen Rundfunks Interviews mit jüdischen Zeitzeugen, die auch im Erinnerungsort Badehaus gewürdigt werden. Aufzeichnungen wurden im Alpha-Forum der ARD und des Bayerischen Fernsehens (BR) gesendet.

### Sonderprojekte
- Buch: LebensBilder. Erschienen Ende 2020 mit 34 Porträts von Menschen, die nach dem Krieg im oberbayerischen Isartal vorübergehend eine Bleibe fanden und heute in Deutschland, Israel und USA leben. Erzählt vom Team des Museums. Mit zahlreichen Fotos, Dokumenten und Karten, 178 Seiten, ISBN 978-3-00-066745-9 Zweisprachig (Deutsch & Englisch)[38][43]

- Dokumentarfilme:
  - Von Zeit und Hoffnung. Der Student Sebastian d'Huc[44] hält filmisch fest, wie Zeitzeugen und deren Nachkommen, die heute in Israel leben, mit jungen Mitgliedern des Badehausteams ins Gespräch kommen. Die Dokumentation beleuchtet die verschiedenen alltäglichen, religiösen und politischen Aspekte des Lebens im Lager. Es wird das Schicksal der jeweiligen Familie im Holocaust geschildert sowie auf den Grund für die Entscheidung zur Emigration nach 1945 eingegangen.[45] Der Film hatte bei den Feierlichkeiten zu „75 Jahre Föhrenwald“ im Oktober 2020 im Erinnerungsort Badehaus seine Premiere und wurde auch beim Jugendfilmfestival München 2021 flimmern & rauschen für den dort verliehenen Filmpreis nominiert.[46]
  - Damals im Isartal von Sybille Krafft im Auftrag des Bayerischen Fernsehens (BR), 2020
  - Die Kinder vom Lager Föhrenwald von Sybille Krafft im Auftrag des Bayerischen Fernsehens (BR), 2020
  - Als das Grauen vor die Haustür kam: Dokumentarfilm über den Todesmarsch von Max Kronawitter, 2021; teilweise gedreht in und um den Erinnerungsort Badehaus; Eine Kurzfassung des Films ist auch im Museum zu sehen.
  - (Dis)placed? von Joseph Coenen über das Leben der Föhrenwalderin Lea Goren im Auftrag des Erinnerungsortes BADEHAUS, 2024; ein Projekt der jungen Badehäusler.
- Kunstinstallation Neues Leben aus den Trümmern Aus der Sonderausstellung Never forget, never again! Mahnblumen entstand eine dauerhafte Installation. Zusammen mit dem Künstler Walter Kuhn wurde ein Kunstwerk vor dem Erinnerungsort Badehaus errichtet: Auf einer Scheibe mit 13 Elementen und den Jahreszahlen 1933 bis 1945 ist Bauschutt (u. a. sogenannter „Hitlerbeton“[47] aus den damaligen benachbarten Rüstungsbetrieben) aufgeschichtet, der in der Umgebung des Badehauses gefunden wurde. Daraus ragen Reste der ehemaligen Ziegelbedachung, die bei der Renovierung des Badehauses und seiner Umwandlung zum Museum übriggeblieben sind. Aus Trümmern und Schutt erwachsen nun rote Mahnblumen.[48]

## Kontakte und Zusammenarbeit
Die Organisatoren arbeiten mit zahlreichen Vereinen und Verbänden zusammen, wenn sich Berührungspunkte mit den Aktivitäten des Museums Erinnerungsort Badehaus ergeben. Eine besonders enge Beziehung besteht zu der israelischen Föhrenwald-Gruppe Organization of Foehrenwald Descendants.
Der Verein wird durch Mitglieder aus aller Welt unterstützt, sie kommen aus verschiedenen europäischen Ländern sowie aus den USA, Kanada und Israel.
Das ehrenamtliche Engagement für den Erinnerungsort verbindet mehrere Generationen. Schüler, Studenten und Bundesfreiwillige leisten einen maßgeblichen Beitrag.

## Auszeichnungen
- Obermayer Award 2022[4]
- Stern auf dem Wolfratshauser "Walk of Fame" 2022[54]
- Sparkassen-Bürgerpreis 2022[55]
- Top 50 Publikumsvoting Deutscher Engagementpreis 2022[56]
- Wettbewerb Aktiv für Demokratie und Toleranz 2022[57]
- Der Grüne Wanninger 2023[58]
- "Brückenbauer Preis" der bayerischen SPD-Landtagsfraktion 2023[59]
- startsocial Stipendiat 2023
- Bürgerpreis des Bayerischen Landtags 2024[60]
- European Leadership Network (ELNET) Award 2024[61]
- Demokratisch Handeln 2025[62]